# Limie Perugiova
Limie Perugiova, další české názvy: limie Perugiové, živorodka haitská, živorodka Perugiova, (latinsky: Limia perugiae, slovensky: živorodka Perugiova, anglicky: Perugias limia). Rybu poprvé popsali v roce 1906 američtí ichtyologové: Barton Warren Evermann (24. říjen 1853 – 27. září 1932) a Howard Walton Clark (1870–1941) v potoce pohoří San Francisco v Dominikánské republice. Rodové jméno Limia je odvozeno od latinského slova limus, což znamená bahno, což se odkazuje na potravní  zvyklosti ryb. Ryba byla pojmenována na počest italského ichtyologa Alberta Perugia (1847-1897).

## Popis
Ryba má základní stříbrné zbarvení s modravým a zlatým nádechem, břicho je bělavé. Samci se při plavání zelenomodře třpytí,  mají černé hřbetní ploutvičky a žluté ocasní ploutve s černým lemem. Samci se samicím při páření nápadně dvoří. Samice dorůstá 7 cm, byly zaznamenány i samice velikosti 10 cm. Samec má kolem 4 až 5 cm. Pohlaví ryb je snadno rozeznatelné: samci mají pohlavní orgán gonopodium, samice klasickou řitní ploutev.

## Biotop
Ryba žije ve sladkovodních vodách Dominikánské republiky, jak v potocích, tak i jezerech.

## Chov v akváriu
- Chov ryby: Jedná se o nenáročnou a přizpůsobivou rybu. Podmínkou pro chov je akvárium s tvrdou vodou. V příliš měkké vodě rybu ohrožují nemoci. Nádrž by měla být dobře osázená rostlinami. Doporučuje se její chov v hejnu min. 8 jedinců s převahou samic.[3]
- Teplota vody: Doporučuje se teplota v rozmezí 24–28°C,[3]
- Kyselost vody: od 6,5–8,0 pH[3]
- Tvrdost vody: 10–30°dGH[3][5]
- Krmení: Jedná se o všežravou rybu, přijímá tedy umělé vločkové krmivo, mražené krmivo, drobné živé krmivo (nítěnky, plankton), rostlinnou potravu, řasy.[3]
- Rozmnožování: Březost trvá 25 (FishBase: 24) dní, samice rodí 30 (FishBase: 10–100) mláďat. Pohlavní dospělost je u samců v 5 až 6 měsících, u samic ve 4 měsících. Po porodu je vhodné samici odlovit, i když tento druh své potomky cíleně nepožírá. Mnohdy dospělí jedinci tvoří s potěrem jedno hejno. Ryba se dožívá 2 až 3 let.[3][5][9]

## Galerie

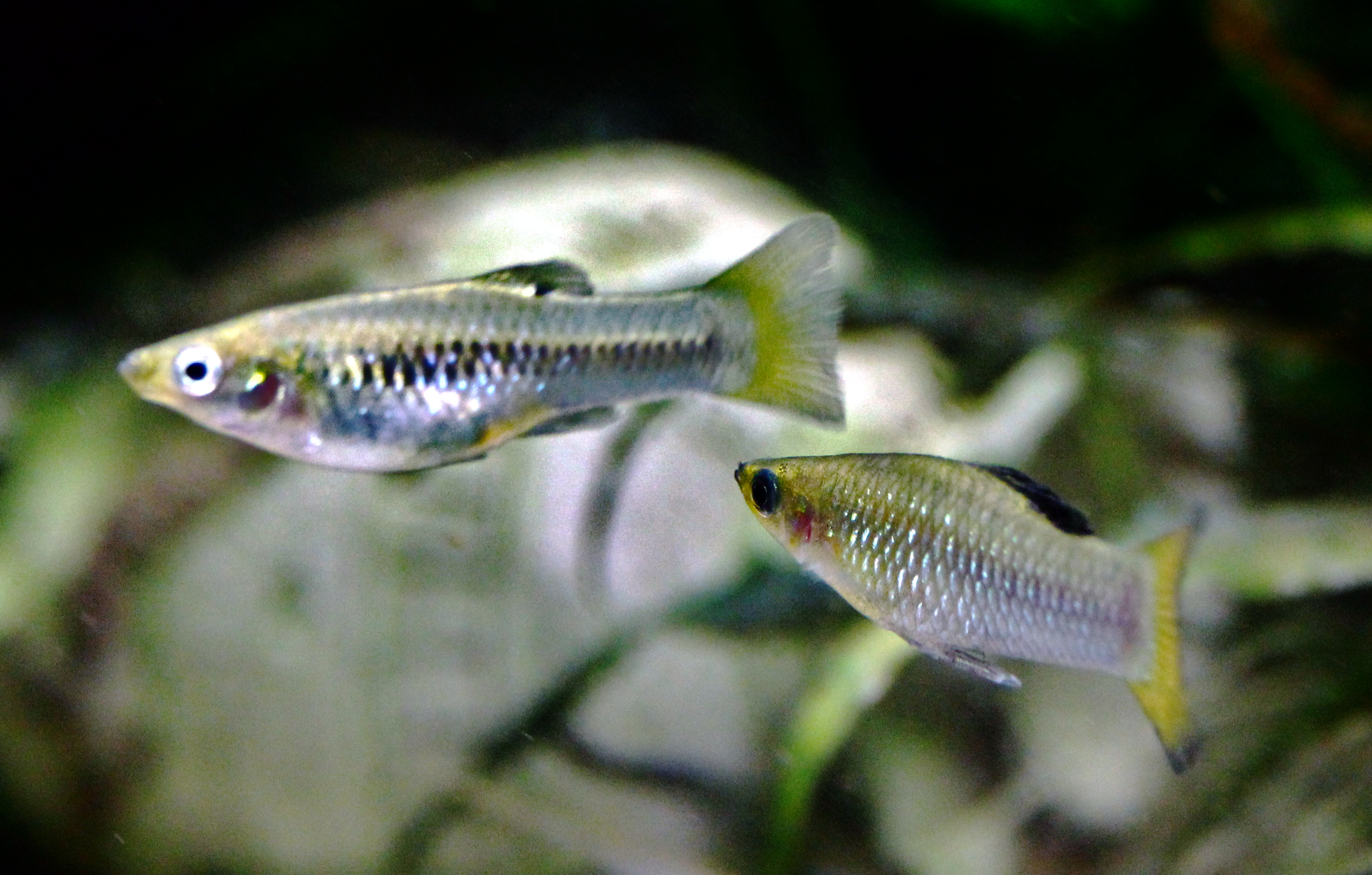
Limia perugiae, samice a samec
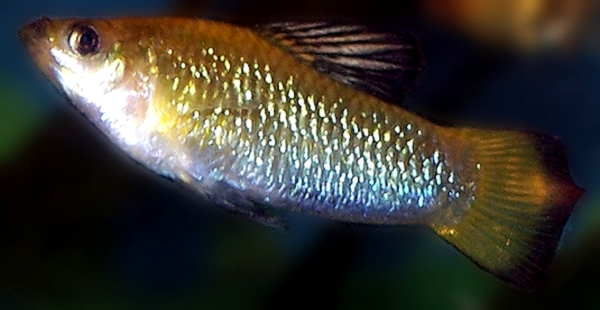
Limia perugiae, samec